# Bell X-5
Le Bell X-5 est le premier aéronef doté d'une voilure à géométrie variable, c'est-à-dire dont l'angle de flèche peut être modifié en vol. Il est inspiré du Messerschmitt P.1101 développé par l'Allemagne à la fin de la Seconde Guerre mondiale. Le développement du P.1101 est arrêté par la victoire alliée avant même que le prototype n'effectue son premier vol. Alors que sur le prototype allemand l'angle de flèche de la voilure ne pouvait être changée qu'au sol, le X-5 est équipé d'un moteur électrique permettant de modifier cet angle en cours de vol.

## Conception
En 1945, des soldats américains investissent le complexe expérimental de Oberammergau et découvrent le prototype du Messerschmitt P.1101 alors en cours de fabrication. L'avion est transporté aux États-Unis pour y être étudié. Endommagé durant le transport, il est finalement livré à l'usine Bell de Buffalo, dans l'État de New York. Il est étudié de près par les ingénieurs de la compagnie. En s'inspirant des formes du prototype allemand, l'ingénieur en chef Robert J. Wood dessine les plans d'un appareil doté d'une voilure à géométrie variable et soumet le projet aux autorités.
Bien qu'en apparence très similaire au P.1101, le X-5 est beaucoup plus complexe que ce dernier, car doté d'un système permettant de faire varier en vol l'angle de flèche de la voilure. Un « vérin à vis » entraîné par un moteur électrique fait pivoter les charnières des ailes qui sont guidées par des rails fixés sur le fuselage. Les ailes peuvent être bloquées dans trois positions (angle de flèche de 20°, 40° et 60°) par des freins à disque, la séquence complète permettant de passer de la flèche maximale à la flèche minimale dure moins de 30 secondes. Les changements de position des centres de gravité et de poussée dus au déplacement des ailes sont contrebalancés par le déplacement de masse engendré par les mouvements des charnières et du vérin à vis.
En raison d'un mauvais positionnement du plan horizontal et de la trop faible surface de la dérive, le X-5 a une forte tendance à partir en vrille. Lorsque la voilure est placée en flèche maximale, il est même impossible de reprendre le contrôle de l'appareil. En 1953, ces problèmes de stabilité finissent par causer la perte du second appareil et la mort du pilote d'essai qui est aux commandes ce jour-là.
L'instabilité difficilement corrigible de l'avion mène aussi à l'abandon d'un projet de l'USAF visant à modifier le X-5 et à en faire un chasseur tactique à bas coût qui, produit en grande quantité, aurait pu équiper les forces de l'OTAN et les pays alliés des États-Unis.

## Historique
Deux X-5 sont construits. La fabrication du premier appareil (numéro de série 50-1838) est achevée le 15 février 1951, le premier vol ayant lieu le 20 juin 1951 depuis la base Edwards. Le deuxième X-5 (nº 50-1839) rejoint le programme d'essai le 10 décembre 1951. Au total 200 vols sont effectués durant lesquels les appareils atteindront la vitesse de Mach 0,9 et l'altitude de 40 000 pieds (12 200 m). Le 14 octobre 1953, le nº 50-1839 s'écrase à la suite d'une vrille survenue alors que la voilure est placée en flèche maximale. Le capitaine Ray Popson, pilote d'essai dans l'USAF, décède dans l'accident. Le 50-1838 poursuit le programme d'essai jusqu'en 1955, puis est utilisé comme avion suiveur jusqu'en 1958.
Le X-5 a démontré les avantages de l'aile à géométrie variable qui permet d'optimiser l'angle de flèche et d'obtenir une voilure efficace à plusieurs régimes de vol. Le concept est repris sur les F-111, F-14 Tomcat, MiG-23, Panavia Tornado et B-1 Lancer.

## Postérité

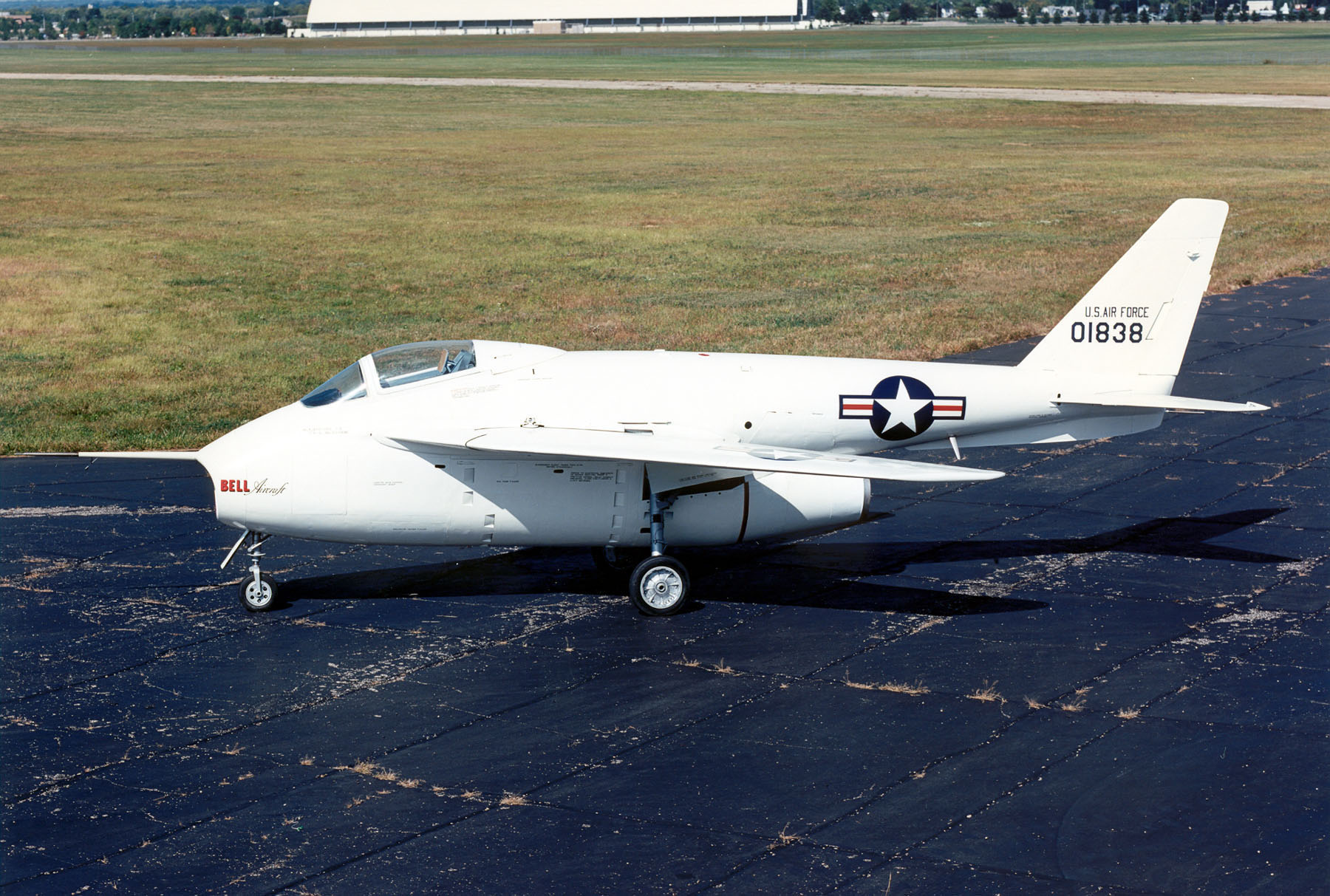
Le 50-1838 au National Museum of the United States Air Force.

Le seul X-5 ayant survécu au programme d'essai est cédé au National Museum of the United States Air Force sur la base aérienne de Wright-Patterson en mars 1958. Il y est depuis exposé dans le hall consacré à la Recherche et au développement.

## Le programme X-5 en quelques dates
- 15 février 1951 : le premier X-5 (numéro de série 50-1838) est livré à la base Edwards.
- 20 juin 1951 : premier vol de l'appareil.
- 10 décembre 1951 : le deuxième X-5 (numéro de série 50-1839) effectue son premier vol.
- 14 octobre 1953 : crash du nº 50-1839 à la suite d'une vrille. Le Capitaine Ray Popson décède dans l'accident.